# 洛朗级数

在数学中，复变函数f(z)的洛朗级数（英語：Laurent series），是幂级数的一种，它不仅包含了正数次数的项，也包含了负数次数的项。有时无法把函数表示为泰勒级数，但可以表示为洛朗级数。洛朗级数是由皮埃尔·阿方斯·洛朗在1843年首次发表并以他命名的。卡尔·魏尔斯特拉斯可能是更早发现这个级数的人，但他1841年的论文在他死后才发表于世。
函数f(z)关于点c的洛朗级数由下式给出：
{\displaystyle f(z)=\sum _{n=-\infty }^{\infty }a_{n}(z-c)^{n}}
其中an是常数，由以下的曲線積分定义，它是柯西积分公式的推广：
{\displaystyle a_{n}={\frac {1}{2\pi i}}\oint _{\gamma }{\frac {f(z)\,dz}{(z-c)^{n+1}}}.\,}
积分路径γ是位于圆环A内的一条逆时针方向的可求长曲线，把c包围起来，在这个圆环内{\displaystyle f(z)}是全纯的（解析的）。{\displaystyle f(z)}的洛朗级数展开式在这个圆环内的任何地方都是正确的。在右边的图中，该环用红色显示，其内有一合适的积分路径{\displaystyle \gamma } 。如果我们让{\displaystyle \gamma }是一个圆{\displaystyle |z-c|=\varrho } ，其中{\displaystyle r<\varrho <R} ，这就相当于要计算的限制到{\displaystyle \gamma }上{\displaystyle f}的複傅里叶系数。这些积分不随轮廓{\displaystyle \gamma }的变形而改变是斯托克斯定理的直接结果。
在实践中，上述的积分公式可能不是计算给定的函数{\displaystyle f(z)}系数{\displaystyle a_{n}}最实用的方法；相反，人们常常通过拼凑已知的泰勒展开式来求出洛朗级数。因为函数的洛朗展开式只要存在就是唯一的 ，实际上在圆环中任何与{\displaystyle f(z)}相等的，以上述形式表示的给定函数的表达式一定就是{\displaystyle f(z)}的洛朗展开式。

## 收敛洛朗级数
复系数洛朗级数是複分析中的一个重要工具，尤其在研究函数奇点附近的行为时。
考虑例如函数
{\displaystyle f(x)={\begin{cases}e^{-1/x^{2}}&{\text{ 若 }}x\neq 0,\\0,&{\text{ 若 }}x=0.\end{cases}}}

e−1/x^{2}和洛朗近似：见文中解释。随着洛朗级数负次数的增长，图像接近正确的函数。

e−1/x^{2}和洛朗近似的负次数的增长。奇点零的邻域不能被近似。

作为实变函数，它是处处无穷可微的；但作为一个复变函数，在x 等於 0处不可微。用−1/x2替换指数函数的幂级数展开式中的x，我们得到其洛朗级数，对于除了奇点X = 0以外的所有复数，它都收敛并等于ƒ(x)。旁边的图显示了对于N = 1, 2, 3, 4, 5, 6, 7到80，e−1/x2（黑色）和它的洛朗近似
{\displaystyle \sum _{n=0}^{N}(-1)^{n}\,{x^{-2n} \over n!}.}
当N → ∞，近似对除了奇点x = 0处的所有复数x都很精确。
更一般地，洛朗级数可以用来表达定义在圆环上的全纯函数，就像幂级数被用于表达一个圆盘上定义全纯函数一样。

## 參看
- Z轉換
- 傅立葉級數
- 帕德近似